# Trobairitz

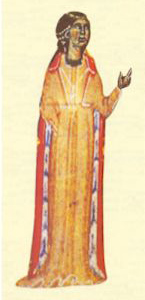
Representación medieval de Beatriz Condesa de Día.

Se llamaba trobairitz (tɾuβajˈɾits) a la trovadora occitana de los siglos XII y XIII. El término trobairitz fue utilizado por primera vez en el Romance de Flamenca del siglo XIII. Proviene del término provenzal trobar, su significado literal es "encontrar", y el significado técnico es "componer". Las trobairitz componían, escribían versos, cantaban y recitaban en las cortes de Occitania. En la historia de la música se destacan por ser las primeras compositoras conocidas de música secular occidental; todas las compositoras previas conocidas escribían música sacra. Las trobairitz formaban parte de la sociedad de la corte, en comparación a sus contrapartes de las clases bajas las juglaresas. Si bien a menudo los trovadores provenían de familias humildes, es probable que Bernart de Ventadorn fuera el hijo del panadero del castillo, las trobairitz eran de ascendencia noble. Las trobairitz más destacadas fueron Alamanda de Castelnau, Azalais de Porcairagues, Maria de Ventadorn, Tibors de Sarenom, Castelloza, Garsenda de Proença, Gormonda de Monpeslier, y la Condesa de Día.

## Las trobairitz en la Corte

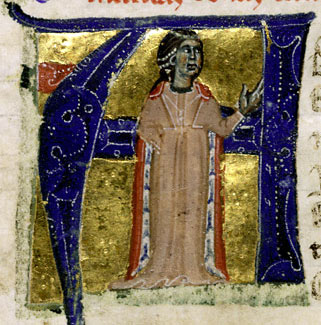
Beatriz de Dia, protectora de trovadores del, en una capital historiada de un documento en la Bibliotheque Nationale Bibliothèque Nationale, MS cod. fr. 12473

Durante el siglo XIII se esperaba que las mujeres de la corte tocasen, cantasen y escribiesen partimen. Las trobairitz eran parte de la cultura deeatriz  la corte y casi en su totalidad pertenecieron a la aristocracia: Tibors era familiar de Rimbaud de Orange, la Condesa de Día era posiblemente la esposa de Guillermo de Poitiers, etc. Algunas de ellas fueron protectoras de trovadores y encarnaron el ideal femenino de la Señora. [10] No se sabe si interpretaban ellas mismas sus composiciones o si se servían de joglars o joglaressas, aunque dado que eran nobles lo más probable es que la segunda hipótesis sea correcta.
También es posible que esta posición de poder tuviese que ver con la que tenían las mujeres en el sur de Francia durante los siglos XII y XIII. La sociedad Occitana aceptaba que las mujeres tuviesen más control sobre las tierras, además, durante las Cruzadas quedaron menos hombres para administrar las propiedades, lo que pudo afectar la balanza de poder. Aun así, no se trataba de una sociedad feminista.[5]
Es difícil indicar si las trobairitz eran profesionales o amateurs. La distinción entre estos roles era complicada en la época medieval, especialmente porque los profesionales eran normalmente de la clase baja y los amateurs tenían tanto tiempo para dedicarle a su pasión como los primeros. Las joglaressas eran de clase más baja, compositoras profesionales mucho menos respetadas que las trobairitz.[5]

### Formación de lastrobairitz
Una mujer que se dedicase a ser trovadora debía ser ben enseignada (culta) y saber ben trobar (tener talento para componer música y poesía). En el contexto de la época y según Robert de Blois:
Llevaba y hacía volar halcón y azor,
sabía jugar bien al ajedrez y a las damas,
leer cuentos y contarlos,
cantar canciones.(…)
Eran educadas habitualmente en monasterios. De hecho, en el monasterio de Ratisbona hubo en el siglo XI un grupo de jóvenes alumnas que dejaron testimonio de su nivel cultural: versos compuestos en latín que dictaban las normas de comportamiento noble, cortés y culto dirigidas a los hombres que las pretendiesen en relación. 
La música era tan esencial como las palabras, y además debían saber componer. Eran hábiles en el arte de entretener, conversar y escuchar, y debían saber danzar a su vez. Leían autores de su época y del pasado, de los cuales sacaban ideas para sus versos, ya fueran técnicas o temáticas.

## Tipología de sus Canciones

### Cansó (canción)
Compuestas por un mínimo de dos estrofas y un máximo de ocho. La cobla más usada es de ocho versos. Como en muchos textos medievales, las cansós de las trobairitz también tienen fórmulas de saludo y despedida. Azalais de Altier se dirige a otra trovadora, Clara de Anduza, en su salut d'amor, con afecto y consideración, y para dar su opinión a favor de una relación entre Uc de Saint Circ (uno de los redactores de las vidas de trovadores y trobairitz) y Clara. 
Según Marirí Martiniego, atendiendo a los contenidos, se clasifican de la siguiente manera:

#### Canto de amor
Se canta a alegría del deseo satisfecho. Es el tema más tratado y encontramos ejemplos en “En un vergier...” de Anónima IV; “Na Maria, pretz e fina valors” de Bieiris de Romans, dirigida a otra mujer, “En greu esmai et en gretu pessamen” de Clara de Anduza, etc. Hay un ejemplo excelente de Canto de Amor en la obra de Bieiris de Romans, dedicada a una señora María: una poesía de amor de una mujer dedicada a otra mujer.
Señora María, el mérito y la perfecta virtud,
la alegría, el juicio y la fina belleza,
la acogida, el mérito y el honor,
el hablar gentil y los modos graciosos,
el dulce rostro y la graciosa alegría,
la dulce mirada y la amorosa expresión
que están en vos y que no tienen igual,
me llevan hacia vos con corazón sincero.
Por lo que os ruego, si os agrada que el amor cortés
y la dicha y la dulce humildad
me puedan servir de ayuda ante vos,
que me deis, bella señora, si os place,
aquello de lo que espero tener alegría y esperanza;
ya que pongo en vos mi corazón y mi afán, 
y todo lo que me alegra proviene de vos
y por vuestra causa a menudo suspiro.

#### Lamento por la frialdad de un enamorado/a
En esta tensón de la Anónima III, las primeras estrofas están puestas en boca de un hombre que se da cuenta de las consecuencias negativas que tiene la falta de afecto de su enamorada:
Si mi canto me complaciera, me esforzaría
y me daría alegría, gozo y placer,
pero he llegado a descorazonarme hasta tal punto,
porque mi dama, que cada día desaprueba
lo que le digo, no se digna tenerlo en cuenta;
a duras penas sé permanecer entre los valientes
y no soy en absoluto el hombre que era antes:
así me priva ella de mi cortesía y la destruye.

#### Peroración en favor de un enamorado que ha cometido un error
En el salut d'amor de Azalais de Altier, dirigido a Clara de Anduza, encontramos una larga perorata a favor de la reconciliación con Uc de Saint Circ, quien confía en Azalais para recuperar a su amada:
Ahora, señora, he aquí lo que ocurre.
El otro día se acercó a mí
vuestro amigo triste y abatido
como quien está acusado y traicionado,
y me dice que en las palabras y en los hechos,
según lo que vos dijisteis...

#### Petición de consejo
Hay un bello ejemplo de esta tipología en la tensón escrita por Bona Domna: un enamorado le pide consejo a una señora sobre la manera en la que debe comportarse con la mujer que ama:
Buena dama, os pido un consejo:
dádmelo, ya que tengo gran necesidad
porque he puesto todo mi corazón en una señora,
y no busco ni deseo tanto cosa alguna;
y decidme si aprobáis que yo pida
su amistad, o si esto me hará sufrir.
Porque el proverbio justamente afirma:
pierde quien tiene prisa y obtiene quien espera.

#### Peleas entre enamorados
En una de las cansós obra de Alamanda la descripción de una pelea de enamorados en una tensó que mantiene con Giraut de Bornelth:
En nombre de Dios, Giraut, la voluntad del amante
no se cumple en absoluto sin tener en cuenta al otro,
porque si uno ha faltado el otro debe disimularlo,
de modo que su discordia no crezca ni se expanda
y si ella os ha dicho que una alta montaña es una llanura
vos debéis creerla,
y que os plaza el bien y el mal que os manda, 
porque es así como seréis amado.
No puedo menos que oponerme a este orgullo,
aunque vos seáis una doncella bella y rubia;
una leve pena os mata, una pequeña dicha os inunda,
pero no sois para mí ni la primera ni la segunda.
Lo que yo temo sobre todo es que el dolor me confunda;
¡vos me sugerís,
si me siento morir, que avance todavía más hacia las olas!
Creo que me aconsejáis mal.

#### Petición apremiante de amor
Encontramos en Clara de Anduza una de las peticiones de amor más apremiantes, provocada por la distancia que le separa de su amado:
En grave angustia y en grave tormento
han puesto mi corazón, y en gran error,
los maledicentes y los falsos adivinos
que envilecen alegría y juventud,
ya que os han separado y alejado de mí
a vos, a quien amo más que cosa alguna,
así que no puedo veros y admiraros
por lo que muero de dolor, de ira y de rencor.

#### Ética Amorosa
Encontramos en un partimen con tintes de disputatio académica una confrontación entre María de Ventadorn y Gui de Ussel, que debaten desde dos puntos de vista distintos el código de comportamiento cortés y particularmente, las relaciones entre el hombre y la mujer que se aman.
Gui de Ussel, me lamento de vos
porque habéis dejado de cantar,
y dado que quisiera haceros volver a la poesía,
-ya que sabéis de tales razones-
quiero que me digáis si si la mujer debe actuar hacia el amante,
cuando le ama sinceramente, del mismo modo
que el amante actúa hacia ella en todo lo que concierne al amor,
según la ley que vincula a los amantes.
Señora María, yo quería abandonar
las tensones y cualquier otro canto;
pero ahora no puedo dejar sin respuesta vuestra demanda;
y contesto brevemente acerca de la dama:
ella debe proceder hacia el amante
del mismo modo en que él actúa hacia ella, sin tener en cuenta el rango,
porque, entre dos amantes, no debe haber uno superior.

#### Cuestiones políticas
Entre otras cuestiones políticas, parece ser que las trobairitz hablaron alguna vez sobre el catarismo (movimiento religioso en el que las nobles estuvieron muy presentes, haciéndose cargo de papeles de responsabilidad y de prestigio, en la función de perfectae.) En una tensó en la que Alais, Iselda y Carenza debaten, es posible que el tema tratado sea este mismo:
...aconsejadme según vuestra experiencia:
Según vuestro parecer ¿debo tomar marido
o debo permanecer virgen? Así me gustaría
ya que no creo que sea bueno hacer hijos;
Señora Carenza...
hacer niños creo que es gran penitencia...
...
por ello os aconsejo, para hacer buena simiente,
tomar por marido a Coronado de Ciencia,
de quien tendréis el fruto de hijos gloriosos;
quien lo desposa, permanece virgen.

### Tensón
Aparecen coblas de nueve y diez versos. 

En las cansos son frecuentes las tensó: un diálogo en poesía en el que dos interlocutores, siendo uno la autora, comparan sus puntos de vista en torno a un mismo tema. Habitualmente se alternan sus voces estrofa por estrofa, aunque este esquema no es siempre respetado. Tomemos como ejemplo estas estrofas de Anónima II, en la que dos mujeres discuten sobre si un hombre incivil puede ser tenido en cuenta por la mujer que ama:
Buena dama, tan querida me sois
que no puedo dejar de aconsejaros vuestro bien:
y os digo con seguridad que cometéis una grave descortesía
porque dejáis morir a quien jamás amó
a nadie más que a vos, y sin motivo;
pero si muere, será vuestro el daño,
que ninguna otra dama le es tan grata
y ninguna tiene sobre él poder y señorío. 
Doncella, bien debo ser cruel
cuando juego conmigo o se jacta de mí:
el posee un corazón tan loco y tan voluble que no tiene en cuenta para nada mi amistad,
porque mi amor no le interesa ni le importa,
y ya que fue el quien cometió una locura,
no me juzguéis si la locura veo
cuando oigo decir que es justo y honorable.
Ambas voces se alternan para ofrecer su visión personal del tema.  La segunda, una dama casada, acude a la primera, una damisela de la cual se fía. 

### Partimen
Se trata de disputatios o disputas sobre temas éticos, en los que se exponen y debaten diferentes temas, pero no relacionados tanto con puntos de vista personales como con la ética formal. 

### Coblas
Las coblas son las estrofas utilizadas en las cansós y tensós. Las preferidas son las unissonans, en las que el primer verso de la primera estrofa rima con el primero de la segunda, y así sucesivamente, que se combinaban en parejas o con repeticiones rítmicas en función de la música. También utilizaban pareados y en el caso del salut d'amor, se dejaba el último blanc (libre). En la balada y en el alba se sigue el esquema tradicional de división de partes enetre coro y solista. 

### Rima
La versificación provenzal no se basa en la cantidad como la latina, sino en el número de sílabas. También tiene en cuenta si las palabras son tónicas o átonas y el cómputo silábico sigue el sistema francés. 

## Amor cortés en las Trobairitz
La dompna o señora, cantada por los trovadores, se colocó en el centro de la vida cortesana con las trobairitz. Ellas hicieron que el amor y las relaciones interpersonales se convirtiesen en el nudo central y fundamental en la vida y en el arte. Además, el amor interpretado por ellas funda la ética.
 

Encontramos en una estrofa de Anónima II las cualidades que no ha de tener un caballero que merece el amor de su señora:
Si quiere que le devuelva mi amor, doncella,
es bien necesario que sea cortés y valeroso,
sincero y humilde, que con nadie entre en contienda,
y que sea amable con todos; 
porque no me place un hombre malvado y orgulloso
por cuya causa mi valor decaiga o disminuya,
sino sincero y fiel, discreto y enamorado:
si quiere que le conceda mi merced, que me escuche.
Como podemos ver, estas trovadoras estaban definiendo las cualidades deseables y por lo tanto estableciendo un canon para los hombres, en el que las mujeres tenían el poder de elegir y la capacidad de rechazar. Proponen un canon femenino muy distinto al que aparece, por ejemplo, en la Chanson de Roland del siglo XI. Mientras en esta obra Alda, prometida de Roland, muere cuando Carlomagno le propone casarse con otro hombre tras la muerte de su prometido, las mujeres occitanas establecen sus propios términos en las relaciones y eligen al hombre digno de ser amado. 
Pero las trobairitz van más allá y viven ellas mismas su amor cortés, como en el caso de Clara de Anduza y Uc de Saint Circ. Estas peticiones y respuestas se encontraban a veces inscritas en las mismas canciones, y que estuvieran escritas en lenguaje poético habla de la importancia de estas relaciones. 
El amor cortes era también vía de melhorament, esto es, de mejora. En varios poemas las trobairitz hablan desde el punto de vista masculino sobre cómo la falta de correspondencia amorosa tiene efectos negativos sobre su forma de ser y su comportamiento. “Vos sois aquel por el cual hoy soy mejor que ayer” sería una manera perfecta de resumirlo.
Valor y pretz son las cualidades de la dama, las cuales inspiran el amor del trovador más allá de la belleza física, puesto que se refieren a la consideración de sus dotes intelectuales y espirituales. El trovador, sabiéndose inferior, tiene que llegar mediante el melhorament a la mesura o control de los impulsos: tiene que demostrar que ella no es un simple objeto de deseo pasajero y que el amor es más sentimental que instintivo. 
Habla también el amor cortés de estas mujeres de la convivencia con la que pretende impregnar la sociedad: el arte de vivir juntos en el respeto de la libertad recíproca, la tolerancia, la caritat (charitas cristiana) y la larguesa (generosidad moral y material). 
También hay lugar en estas tipologías para el sutil deseo o expresión de la pasión, con notas exultantes de apasionado erotismo.

## Problemas en las atribuciones
El número de obras atribuidas a las trobairitz es de aproximadamente treinta y dos canciones, pero puede ir desde veintitrés hasta cuarenta y seis.[4] Hay varias razones por las que el número exacto no es conocido. En la tradición del amor cortés es común utilizar las tensós como medio de expresión, a la manera de un intercambio de cartas: puede que algunas fuesen escritas por un solo poeta, pero la mayoría eran originalmente un intercambio epistolar recogido más tarde en un manuscrito.[16] Algunos de estos intercambios se daban entre hombres, otros entre hombres y mujeres, y por desgracia hay una amplia evidencia e historia de atribuciones incorrectas en las que se ha ignorado el papel de la mujer.[5][7]
Como la poesía estaba altamente estilizada es difícil determinar cuándo un poeta hablando como una mujer es realmente una mujer, o si es un hombre hablando como una mujer. Esto añade a la dificultad de la atribución, especialmente de las autoras anónimas. Hay además un amplio debate al respecto de si los poemas de las trobairitz representan voces genuinas de mujer, ya que existían dentro de la circunscripción cerradísima de las convenciones de los trovadores.[10] Matilda Bruckner sufiere que las trobairitz "hablaban en su propia voz canalizada a través de las voces de muchos otros". Mediante la manipulación de las estrictas construcciones de la lírica trovadoresca, las trobairitz podían crear sus propias "ficciones de la voz femenina".[5]

Hay un caso particular en el que la atribución es claramente dada a una mujer, Bierisi de Romans (también conocida como Beatriz). Como hemos señalado anteriormente, el sujeto del poema es otra mujer, Na Maria. En el poema "Na Maria" Beatriz expresa su amor por María usando el canon tradicional del amor cortés, fin' amors, en términos de deseo físico y admiración cortés.[7] Este poema, si no estuviese marcado claramente como hecho por una mujer, sería atribuido a la autoría masculina. Hay una cierta controversia en torno a este poema, ya que según algunos académicos esta cansó podría ser una expresión de "deseos lésbicos"[3], aunque hay quien opina que es una simple expresión de amor cortés y no tiene que ver con un deseo físico real. En cualquier caso, es extremadamente raro que aparezca una obra de una mujer cantando su amor a otra.[17]f

## Lista de obras de trobairitz

### Anónimos
- Bona domna, un conseill vos deman

### Atribuidas
- Alais Iselda y Carenza: Na Carenza al bel cors avinen
- Alamanda de Castelnau
- Almucs de Castelnau y Iseut de Capio: Domna n’Almucs, si-us plages
- Azalais d'Altier
- Azalais de Porcairagues
- Beatriz de Día
- Castelloza
- Clara d'Anduza
- Beatritz de Romans: Na Maria, pretz e fina valors
- Felipa
- Garsenda de Proença: Vos qe’m semblatz dels corals amadors
- Gaudairença: Coblas e dansas (not extant)
- Gormonda de Monpeslier
- Guillelma de Rosers
- Domna H.
- Lombarda
- Maria de Ventadorn: Gui d'Uisel, be.m pesa de vos
- Tibors de Sarenom
- Ysabella
- Tania cacatua
- Albania cacatua

## En la literatura contemporánea
En 2017 Edicións Xerais publicó en gallego la novela A arte de trobar, de Santiago Lopo, que narra el encuentro de una trobairitz con un grupo de artistas itinerantes procedentes de Galicia. La obra ganó el Premio Xerais 2017.